# 5721 (année hébraïque)
5721 (hébreu : ה'תשכ"א , abbr. : תשכ"א) est une année hébraïque qui a commencé à la veille au soir du 22 septembre 1960 et s'est finie le 10 septembre 1961. Cette année a compté 354 jours. Ce fut une année simple dans le cycle métonique, avec un seul mois de Adar. Ce fut la seconde année depuis la dernière année de chemitta.
En l'an 5721, l'État d'Israël a fêté ses 13 ans d'indépendance.

## Calendrier
Ce calendrier hébraïque de l'année 5721 donne les correspondances avec les dates du calendrier grégorien.
Le premier nombre dans chaque case correspond au jour du mois hébraïque. Les jours en couleurs sont des jours remarquables juifs ou israéliens.
| ◄◄ | 5721 | ►► |

## Événements
- Début du procès Adolf Eichmann en Israël.

## Naissances
- Neil Gaiman
- Moshe Kahlon

## Décès
- Gideon Mer
- George S. Kaufman

5716 - 5717 - 5718 - 5719 - 5720 - 5721 - 5722 - 5723 - 5724 - 5725 - 5726